# 경주 두산서당
경주 두산서당(慶州 斗山書堂)은 대한민국 경상북도 경주시 양북면 송전리에 있는 서당이다. 2013년 6월 24일 경상북도의 문화재자료 제604호로 지정되었다.

## 개요
두산서당은 원래 임란 당시 경주를 중심으로 한 의병진에 참여하여 크게 활동한 金石堅 등 4부자의 충절을 기려 경주 지역 사림들이 1798년(정조22)에 두산별장의 자리에 창건한 두산사에 기원을 두고 있으나, 1872년(고종9) 서원 철폐령에 의해 훼철되었다.
1919년에 중건되면서 두산서당으로 편액 되었으며, 후손들에 의해 개보수 및 증축이 이루어지면서 현재에 이르고 있다. 문중에는 삼부자의 공신녹권 3책과 약간의 유품이 전해지고 있다.
두산서당은 1919년에 지어진 건물이고 나머지는 근년에 새로 짓거나 개축한 건물들이다. 전체적으로는 서원의 틀을 갖추고 있으며 배치형식과 건물구성은 후기적인 모습을 보이고 있다. 두산서당의 경의당은 조선후기적인 수법을 잘 표현하고 있으며 나머지 건물들은 건축 년대는 다소 떨어지나 전체적인 건축물의 관리상태가 양호한 점 등이 문화재자료로 지정할 만한 가치가 있다.

## 참고 자료
- 경주 두산서당 - 국가유산청 국가유산포털